# Нестеровичи (Кировская область)
Нестеровичи — деревня в Юрьянском районе Кировской области в составе Загарского сельского поселения.

## География
Находится на расстоянии примерно 24 километра на северо-восток от поселка Мурыгино.

## История
Известна с 1873 года, когда здесь (тогда починок Таликовский) отмечено дворов 41 и жителей 47, в 1905 11и 85, в 1926 18 и 87, в 1950 20 и 50.

## Население
Постоянное население  составляло 0 человек в 2002 году, 1 в 2010.